# Пале-Рояль

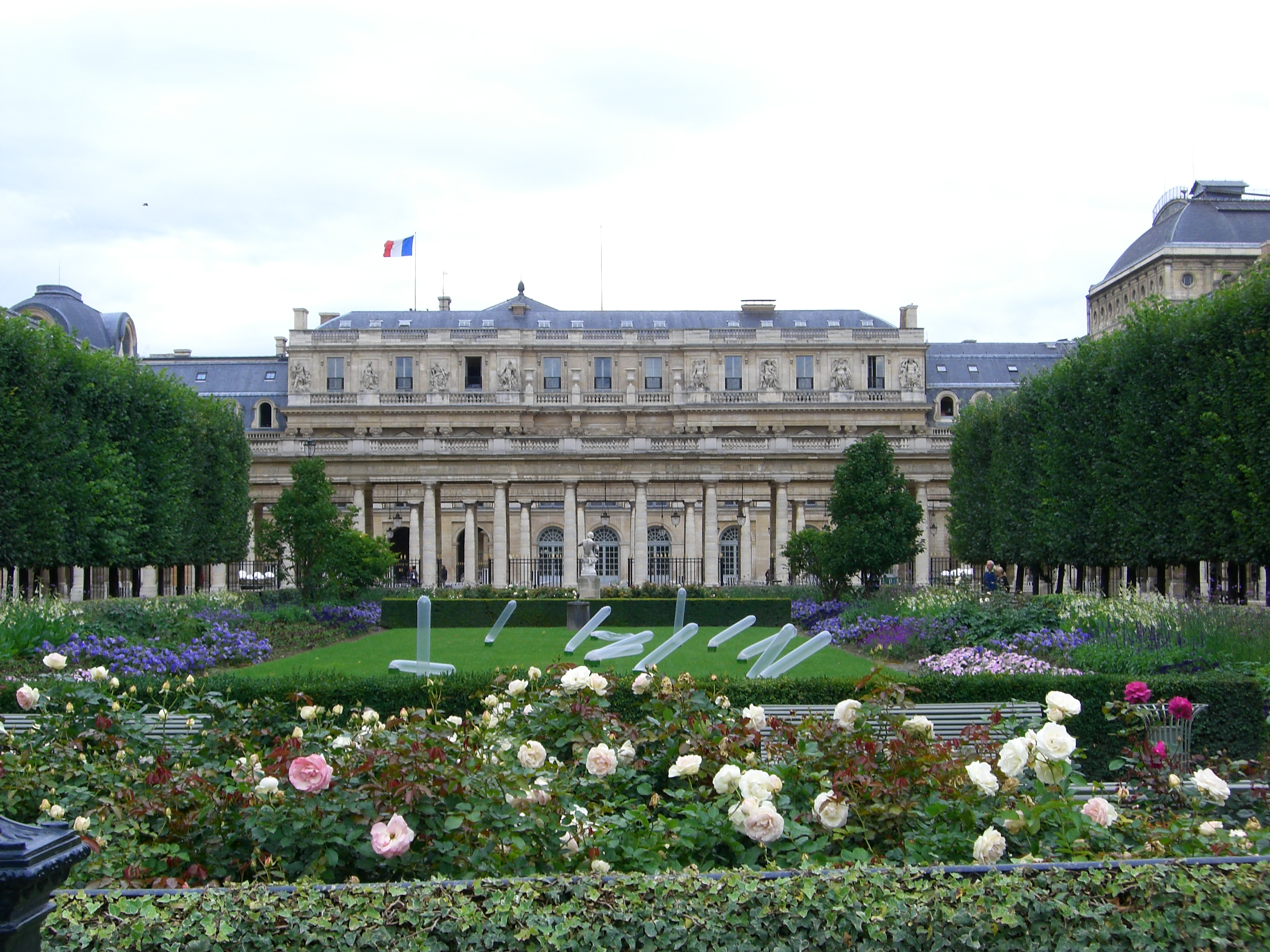
У парку Пале-Рояль

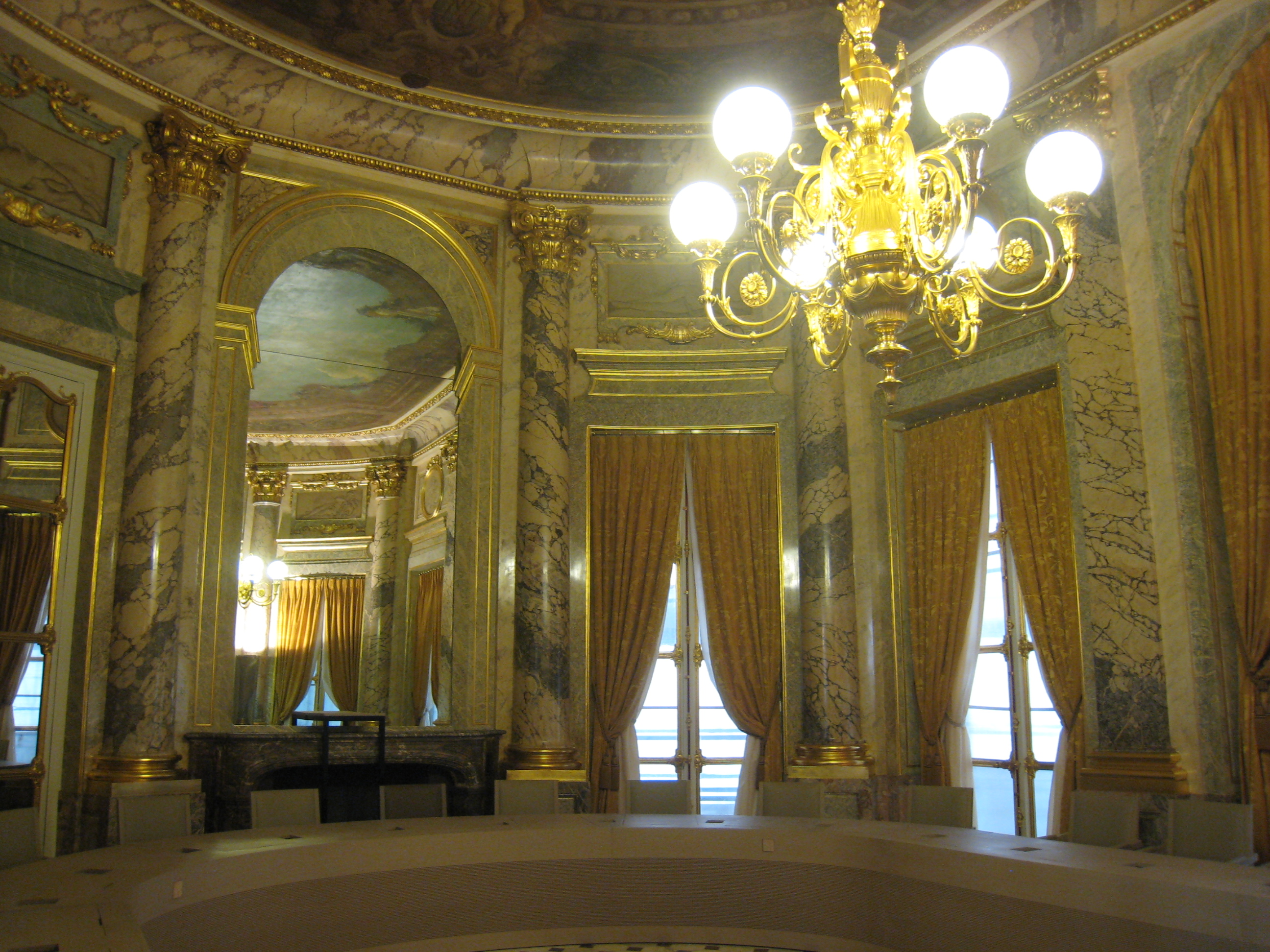
Один з інтер'єрів Пале-Рояль

Пале-Рояль (фр. Palais Royal — «королівський палац») — палац і парк, розташовані в Парижі навпроти північного крила Лувру.

## Кардинальський палац

Palais-Royal, Paris

Попри свою назву, палац, що стоїть на площі, був побудований за проєктом Жака Лемерсьє для кардинала Рішельє і спочатку називався кардинальським. Після смерті Рішельє палац зайняла вдовуюча Анна Австрійська з юним Людовиком XIV, потім тут оселився кардинал Мазаріні.

## Резиденція герцога Орлеанського
За Людовика XIV і його наступників палац правив міською резиденцією герцога Орлеанського, і в малоліття Людовика XV саме звідси принц-регент керував усією Францією. В одному з флігелів «Король-Сонце» поселив свою фаворитку герцогиню де Лавальєр; там вона народила двох позашлюбних синів короля.

## Театр Комеді Франсез
На початку XVIII століття палацові апартаменти були оновлені в стилі рококо. Ці інтер'єри були знищені в 1784 року, коли на місці частини палацу було зведено будівлю театру для розміщення Комеді Франсез. До цього тут існував театр Пале-Рояль, що був настільки ж тісно пов'язаний з життям і творчістю Мольєра, як лондонський «Глобус» — з творчістю Шекспіра.

## Публічний сад
У ті ж передреволюційні роки власник палацу, герцог Орлеанський, згодом відомий як Філіпп Егаліте, відкрив сад для відвідування всіма охочими й спорудив на площі величні колонади з крамничками. Цей прояв популізму таки спрацював і приніс герцогу Орлеанському прихильність найширших верств паризького суспільства. Незабаром тут засяяли вогнями наймодніші клуби та кав'ярні міста.

## Державні установи

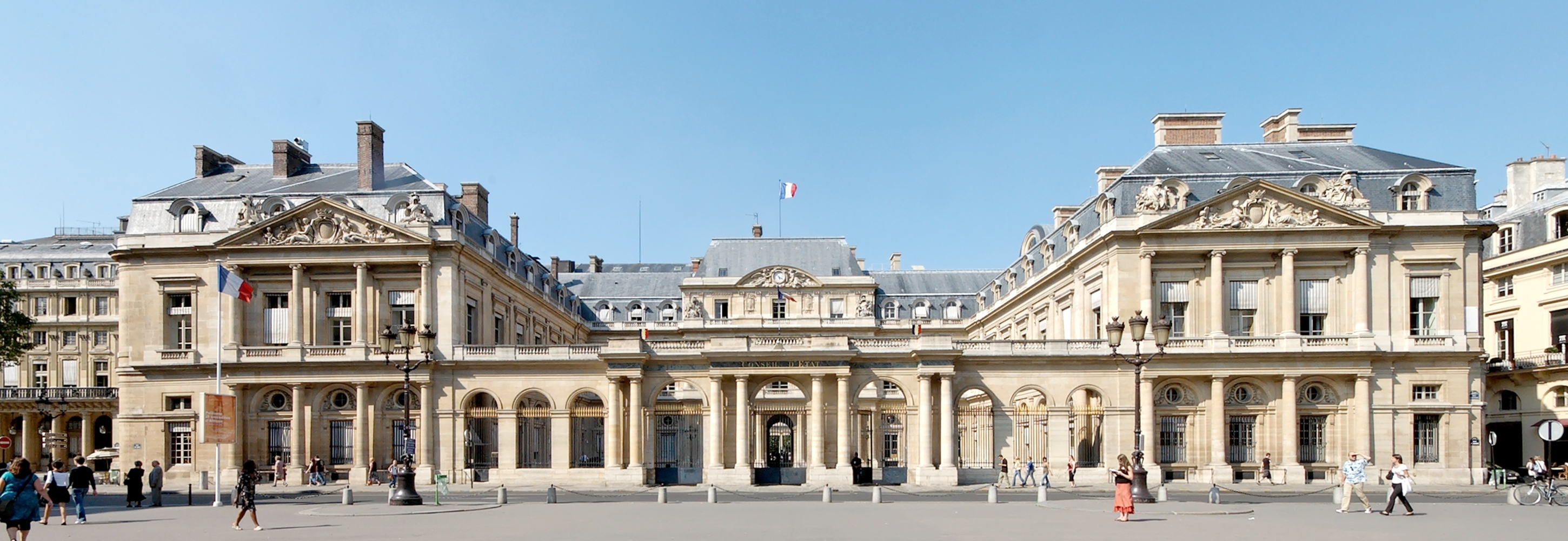
Фасад палацу (будівля Державної ради).

1852 року площа була розширена під час реконструкції Парижа, здійсненої під керівництвом барона Османа. У часи Паризької комуни 1871 року палац згорів, але був відбудований вже через два роки й відтоді став осідком різних урядових установ — Державної ради, Конституційної ради та Міністерства культури. Відразу за палацом розташовані старі будівлі Національної бібліотеки.
1986 року на площі з'явилися сучасні інсталяції — так звані Колони Бюрена («Мистецтво перетворює місто»).